# Tupistra violacea
Tupistra violacea är en sparrisväxtart som beskrevs av Henry Nicholas Ridley. Tupistra violacea ingår i släktet Tupistra och familjen sparrisväxter. Inga underarter finns listade i Catalogue of Life.